# Adesão da Macedônia do Norte à Organização do Tratado do Atlântico Norte

Macedônia do Norte (em laranja) e restantes membros da OTAN (em verde).

A adesão da Macedônia do Norte à Organização do Tratado do Atlântico Norte (OTAN) foi concluída em 27 de março de 2020.

## Processo de adesão
O convite da OTAN para a Macedônia do Norte foi bloqueado pela Grécia na cúpula de Bucareste em 2008. As nações da OTAN concordaram que o país receberia um convite após a resolução da disputa sobre o nome da Macedônia. A Grécia considera que o nome constitucional do seu vizinho implica aspirações territoriais contra a sua própria região da Macedônia. Depois do veto, a Grécia foi processada na Corte Internacional de Justiça defendendo o uso da denominação "Antiga República Iugoslava da Macedônia" como uma opção aceitável para entrar na OTAN, enquanto a Grécia argumenta que foi uma decisão coletiva da OTAN de não convidar a Macedônia e, portanto, o acordo provisório assinado entre os dois países não foi violado. A Grécia também pode bloquear a adesão da Macedônia do Norte à União Europeia pela disputa do nome. A ex-secretária de Estado norte-americana, Hillary Clinton, pediu à República da Macedônia e à Grécia que encontrem uma "solução aceitável" para a disputa, para que a República da Macedônia esteja livre para se juntar à OTAN. Em 2014, antes do seu 65º aniversário desde a sua criação, a OTAN anunciou que não ofereceria qualquer nova adesão de países à organização naquele ano. Alguns analistas, como Jorge Benitez, do think tank do Atlantic Council, argumentaram que essa relutância se deveu em parte ao novo clima de segurança após a anexação da Crimeia pela Rússia.
Após um acordo em junho de 2018 para renomear o país para "República da Macedônia do Norte", a OTAN considerou a possibilidade de estender um convite ao país para participar de sua cúpula nos dias 11 e 12 de julho. Em 11 de julho de 2018, a OTAN convidou a República da Macedônia para iniciar as conversações sobre a adesão, dizendo que o país poderia se juntar à organização uma vez que a questão do nome fosse resolvida.
A adesão foi concluída em 27 de março de 2020, após a ratificação pelos restantes 29 membros.